# Royal Wedding
Royal Wedding (Brasil: Núpcias Reais / Portugal: Casamento Real) é um filme norte-americano de 1951, do gênero comédia musical, dirigido por Stanley Donen e estrelado por Fred Astaire e Jane Powell.

## Notas sobre a produção

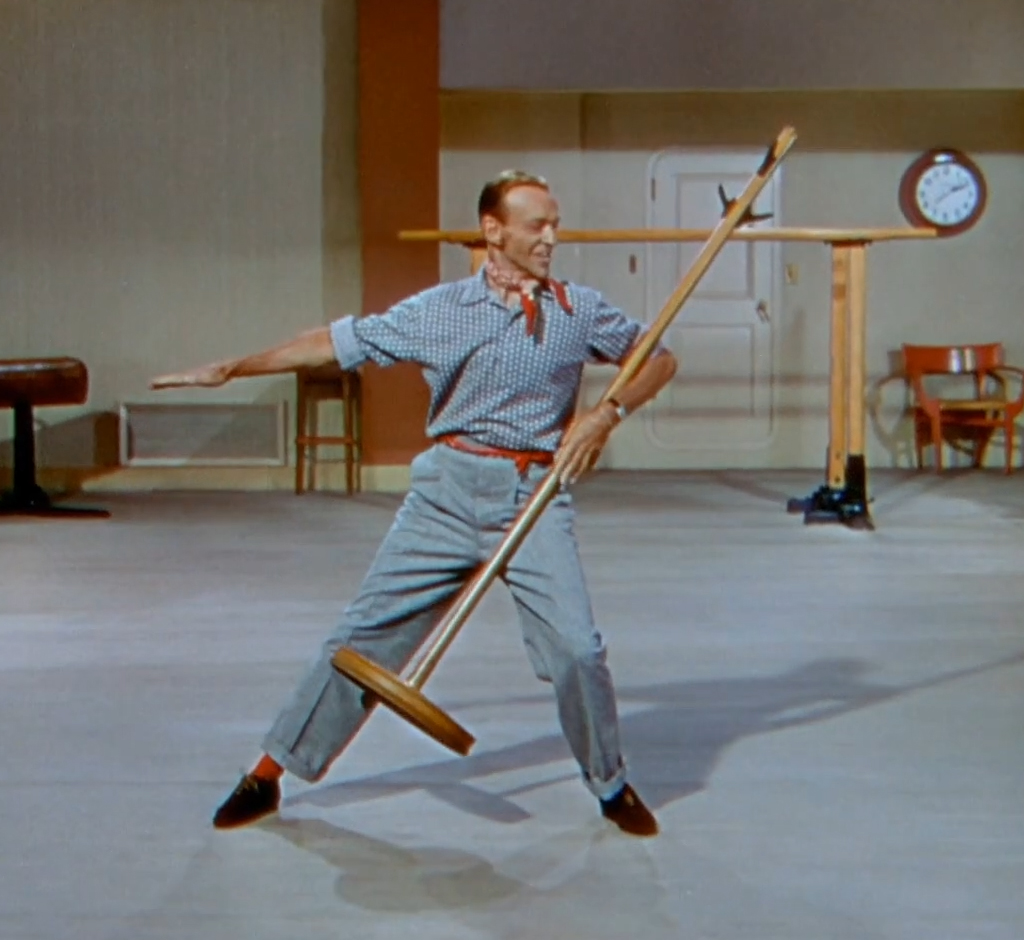
Fred Astaire em "Sunday Jumps", em que faz dueto com uma bengaleira.

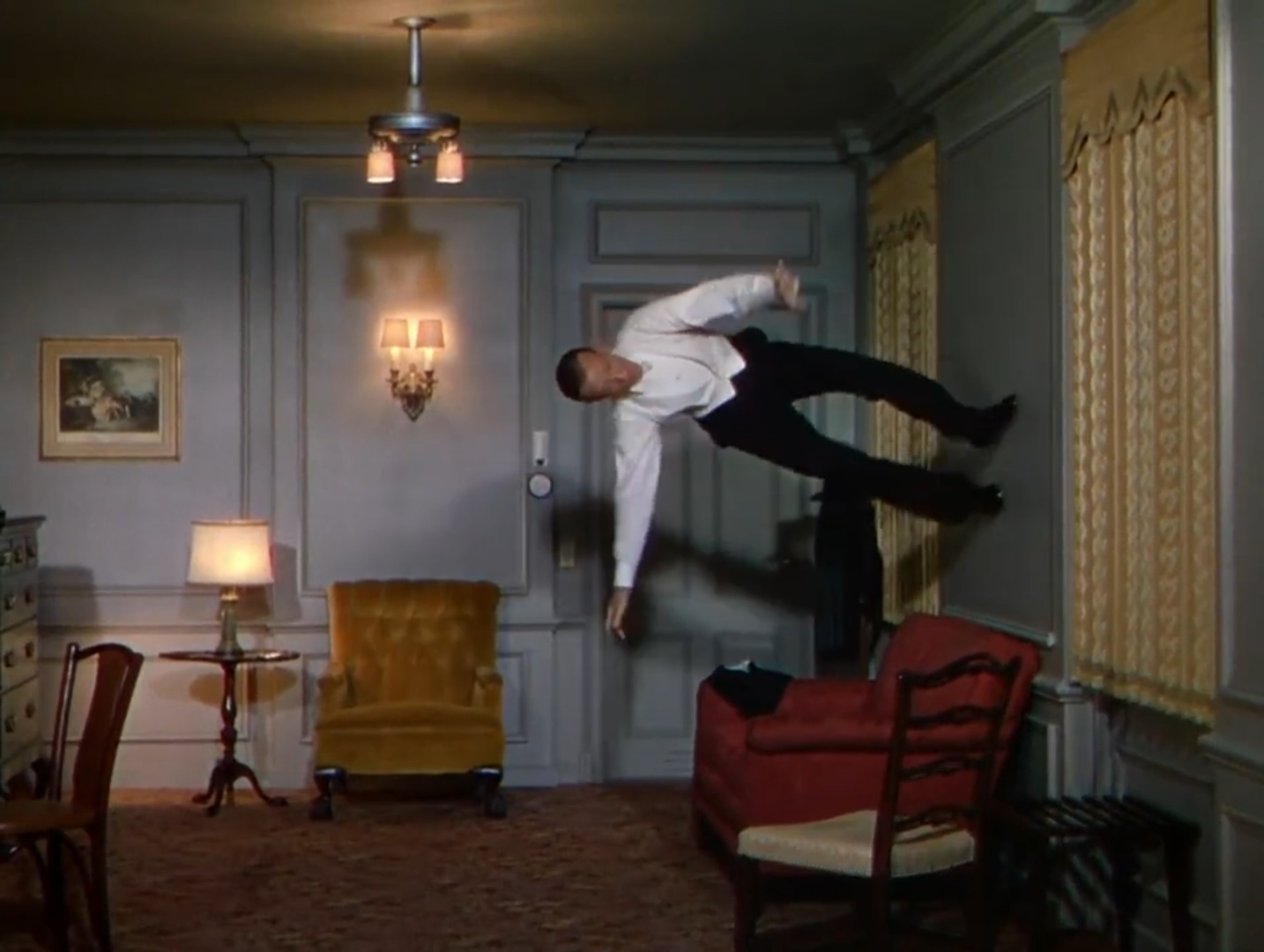
Fred Astaire subindo nas paredes em "You're All the World to Me".

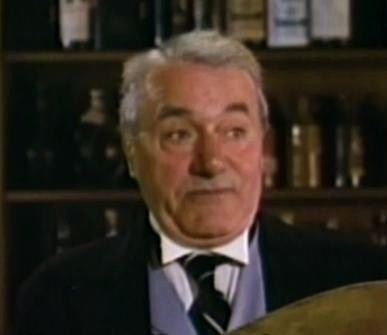
Albert Sharpe em cena do filme..

## Ligações externas

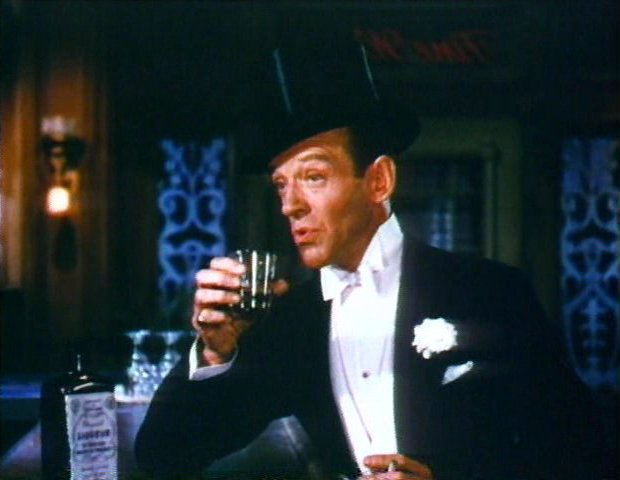
Fred Astaire
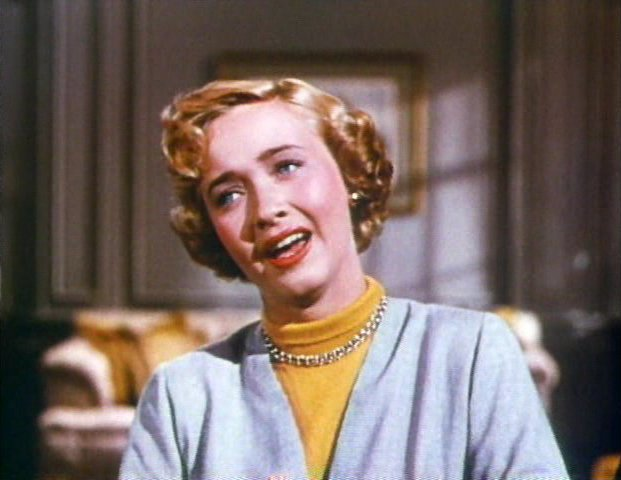
Jane Powell
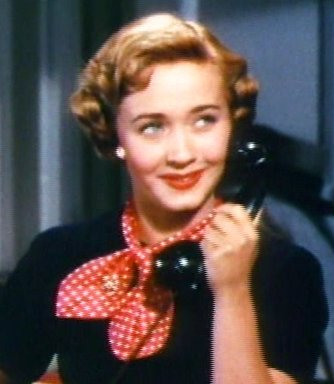
Novamente Jane Powell
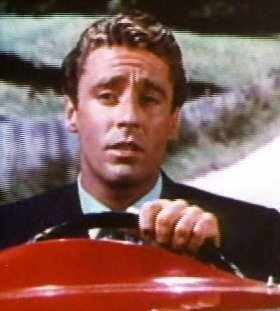
Peter Lawford
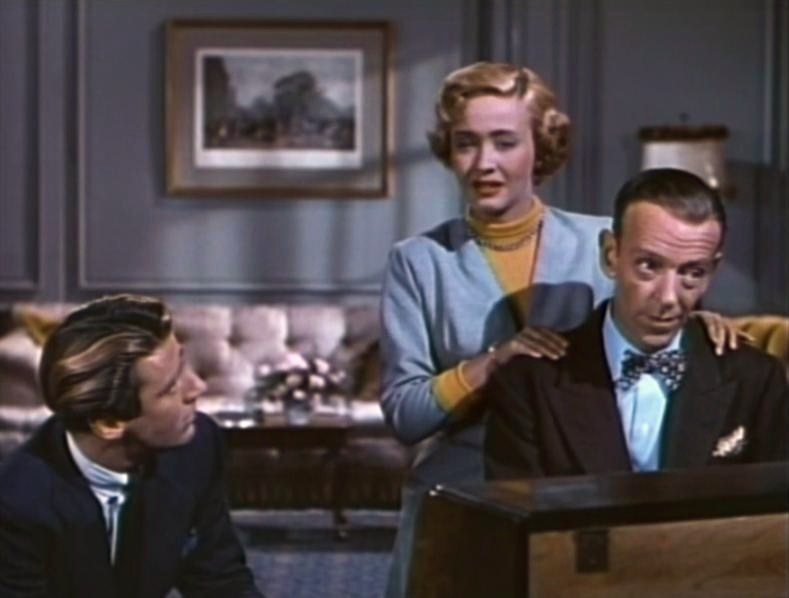
Peter Lawford, Jane Powell e Fred Astaire